# Меньшиково (Островский район)
Меньшиково — деревня в Горайской волости Островского района Псковской области.
Расположена на берегу реки Мошна, в 18 км к югу от города Остров и в 5 км к северо-западу от волостного центра, деревни Крюки.
Численность населения деревни по состоянию на 2000 год составляла 3 человека.
До 3 июня 2010 года деревня входила в состав ныне упразднённой Синерецкой волости с центром в д.Гривы.